# 三軒屋町 (徳島市)
三軒屋町（さんげんやちょう）は、徳島県徳島市の町名。勝占地区に属している。郵便番号は〒770-8025。徳島市の調査による2012年4月現在の人口は1,013人、世帯数は406世帯。

## 地理
徳島市の東部に位置。北は八万町、東は雑賀町、南は大松町、南西は西須賀町、西は大谷町と接する。東に大松川が、西・北に多々羅川が流れ、すべて平地。近郊農業地域。
ほとんどが米作を行うが、近年ではイチゴ等の施設園芸が盛んになってきている。国道55号バイパスが完成し、その沿道を中心に商業地化が進んでいる。

### 河川
- 多々羅川
- 大松川
- 新川

### 小字
- 上分
- 下分
- 外
- 西
- 東

## 歴史
元は徳島市大松・論田の各一部で、昭和27年から現在の町名となる。周辺の町が国道・県道に沿っており、農業経営が減少し市街地化が進んだが、当町に至っては人口は伸び悩んでいる。
昭和45年に国道55号バイパス工事が着工され、部分開通したことにより、バイパスに沿って当町も市街地化し、それに伴い三軒屋団地も完成した。

## 施設
- ディジュアン本社（やまなみ珈琲店）
- 三軒屋団地
- ホンダカーズ徳島三軒屋店

## 交通

### 道路
国道
- 国道55号